# Сенегал на летних Олимпийских играх 2016
Сенегал на летних Олимпийских играх 2016 года был представлен в восьми видах спорта. Соревнование прошло с 5 по 21 августа 2016 года. Спортивный комитет Сенегала подтвердил, что в играх будет участвовать 22 атлета.

## Состав сборной
Баскетбол
1. Маймуна Диарра
2. Фату Диенг
3. Маме Дьодьо Диуф
4. Бинту Дьем
5. Мари-Садио Роше
6. Маме-Мари Си
7. Умуль Тиам
8. Асту Траоре
9. Ая Траоре
10. Уму Туре
11. Лала Уэн
12. Аида Фалль

 Борьба
Вольная борьба
1. Адама Диатта
2. Изабелль Самбу

Гребля на байдарках и каноэ
 Гребной слалом
1. Жан-Пьерр Бурис

 Дзюдо
1. Ортанс Дьедью

 Лёгкая атлетика
1. Амаду Н’Диай
2. Ами Сене

 Плавание
1. Абдул Ньяне
2. Ава Ли Н’Диайе

 Тхэквондо
1. Квота 1

 Фехтование
1. Александр Бузе

## Результаты соревнований

### Баскетбол

#### Женщины
Женская сборная Сенегала квалифицировалась на Игры, завоевав золотые медали на чемпионате Африки 2015 года.
Состав
| Номер     | Позиция   | Имя       | Дата рождения | Рост, см  | Клуб      | Игры      | Очки      | Подборы   | Передачи  |
| Защитники | Защитники | Защитники | Защитники     | Защитники | Защитники | Защитники | Защитники | Защитники | Защитники |
| --------- | --------- | --------- | ------------- | --------- | --------- | --------- | --------- | --------- | --------- |
|           |           |           |               |           |           |           |           |           |           |
| Форварды  |           |           |               |           |           |           |           |           |           |
|           |           |           |               |           |           |           |           |           |           |
| Центровые |           |           |               |           |           |           |           |           |           |
|           |           |           |               |           |           |           |           |           |           |

| Имя         | Гражданство | Дата рождения |
| ----------- | ----------- | ------------- |
| Мамаду Гайе | Сенегал     |               |

Результаты
Групповой этап (Группа B)
| Место | Команда | И | В | П | ОЗ  | ОП  | +/-  | Очки |
| ----- | ------- | - | - | - | --- | --- | ---- | ---- |
| 1     | США     | 5 | 5 | 0 | 520 | 316 | +204 | 10   |
| 2     | Испания | 5 | 4 | 1 | 387 | 333 | +54  | 9    |
| 3     | Канада  | 5 | 3 | 2 | 340 | 347 | -7   | 8    |
| 4     | Сербия  | 5 | 2 | 3 | 385 | 406 | -21  | 7    |
| 5     | Китай   | 5 | 1 | 4 | 371 | 428 | -57  | 6    |
| 6     | Сенегал | 5 | 0 | 5 | 309 | 482 | -173 | 5    |

| 7 августа 2016 12:00 UTC−3 | Протокол | США                       | 121:56   | Сенегал                | Молодёжная Арена, Рио-де-Жанейро Зрителей: 2219 Судьи: Кристиано Хесус Мараньо Ахмед Аль-Булуши Надеж Зузу |
| 7 августа 2016 12:00 UTC−3 | Протокол | 35:9, 29:12, 30:17, 27:18 |          |                        | Молодёжная Арена, Рио-де-Жанейро Зрителей: 2219 Судьи: Кристиано Хесус Мараньо Ахмед Аль-Булуши Надеж Зузу |
| 7 августа 2016 12:00 UTC−3 | Протокол | Три игрока по 15          | Очки     | Диенг 10               | Молодёжная Арена, Рио-де-Жанейро Зрителей: 2219 Судьи: Кристиано Хесус Мараньо Ахмед Аль-Булуши Надеж Зузу |
| 7 августа 2016 12:00 UTC−3 | Протокол | Грайнер, Фаулз по 7       | Подборы  | Диарра, Ая Траоре по 5 | Молодёжная Арена, Рио-де-Жанейро Зрителей: 2219 Судьи: Кристиано Хесус Мараньо Ахмед Аль-Булуши Надеж Зузу |
| 7 августа 2016 12:00 UTC−3 | Протокол | Бёрд 8                    | Передачи | Диенг 4                | Молодёжная Арена, Рио-де-Жанейро Зрителей: 2219 Судьи: Кристиано Хесус Мараньо Ахмед Аль-Булуши Надеж Зузу |

| 8 августа 2016 19:45 UTC−3 | Протокол | Сенегал                    | 64:101   | Китай                    | Молодёжная Арена, Рио-де-Жанейро Зрителей: 2907 Судьи: Карен Лэсьик Карлуш Жозе Жулиу Шаина Буссетта |
| 8 августа 2016 19:45 UTC−3 | Протокол | 21:26, 17:21, 15:26, 11:28 |          |                          | Молодёжная Арена, Рио-де-Жанейро Зрителей: 2907 Судьи: Карен Лэсьик Карлуш Жозе Жулиу Шаина Буссетта |
| 8 августа 2016 19:45 UTC−3 | Протокол | Ас. Траоре 16              | Очки     | Сунь Мэнж., Шао Т. по 17 | Молодёжная Арена, Рио-де-Жанейро Зрителей: 2907 Судьи: Карен Лэсьик Карлуш Жозе Жулиу Шаина Буссетта |
| 8 августа 2016 19:45 UTC−3 | Протокол | Диарра 8                   | Подборы  | Лу В. 7                  | Молодёжная Арена, Рио-де-Жанейро Зрителей: 2907 Судьи: Карен Лэсьик Карлуш Жозе Жулиу Шаина Буссетта |
| 8 августа 2016 19:45 UTC−3 | Протокол | Диенг 4                    | Передачи | Чжао Ч. 6                | Молодёжная Арена, Рио-де-Жанейро Зрителей: 2907 Судьи: Карен Лэсьик Карлуш Жозе Жулиу Шаина Буссетта |

| 10 августа 2016 17:45 UTC−3 | Протокол | Сенегал                    | 58:68    | Канада    | Молодёжная Арена, Рио-де-Жанейро Зрителей: 2640 Судьи: Аннe Пантер Карлуш Жозе Жулиу Ахмед Аль-Булуши |
| 10 августа 2016 17:45 UTC−3 | Протокол | 10:17, 14:16, 17:22, 17:13 |          |           | Молодёжная Арена, Рио-де-Жанейро Зрителей: 2640 Судьи: Аннe Пантер Карлуш Жозе Жулиу Ахмед Аль-Булуши |
| 10 августа 2016 17:45 UTC−3 | Протокол | Ас. Траоре 24              | Очки     | Нюрс 14   | Молодёжная Арена, Рио-де-Жанейро Зрителей: 2640 Судьи: Аннe Пантер Карлуш Жозе Жулиу Ахмед Аль-Булуши |
| 10 августа 2016 17:45 UTC−3 | Протокол | Диарра 9                   | Подборы  | Тейтем 10 | Молодёжная Арена, Рио-де-Жанейро Зрителей: 2640 Судьи: Аннe Пантер Карлуш Жозе Жулиу Ахмед Аль-Булуши |
| 10 августа 2016 17:45 UTC−3 | Протокол | Дьем 6                     | Передачи | Ланглуа 6 | Молодёжная Арена, Рио-де-Жанейро Зрителей: 2640 Судьи: Аннe Пантер Карлуш Жозе Жулиу Ахмед Аль-Булуши |

| 12 августа 2016 17:45 UTC−3 | Протокол | Испания | ' | Сенегал | Молодёжная Арена, Рио-де-Жанейро |

| 14 августа 2016 15:30 UTC−3 | Протокол | Сенегал | ' | Сербия | Молодёжная Арена, Рио-де-Жанейро |

### Борьба
В соревнованиях по борьбе, как и на предыдущих трёх Играх, разыгрывалось 18 комплектов наград. По 6 у мужчин в вольной и греко-римской борьбе и 6 у женщин в вольной борьбе. Турнир прошёл по олимпийской системе с выбыванием. В утешительный раунд попадают участники, проигравшие в своих поединках будущим финалистам соревнований. Каждый поединок состоит из двух раундов по 3 минуты, победителем становится спортсмен, набравший большее количество технических очков. По окончании схватки, в зависимости от результатов спортсменам начисляются классификационные очки.
Мужчины
Вольная борьба
| Соревнование | Спортсмены   | Первый раунд       | 1/8 финала         | Четвертьфинал      | Полуфинал          | Финал              | Место |
| Соревнование | Спортсмены   | Соперник Результат | Соперник Результат | Соперник Результат | Соперник Результат | Соперник Результат | Место |
| ------------ | ------------ | ------------------ | ------------------ | ------------------ | ------------------ | ------------------ | ----- |
| до 57 кг     | Адама Диатта |                    |                    |                    |                    |                    |       |

Женщины
Вольная борьба
| Соревнование | Спортсмены    | Первый раунд       | 1/8 финала         | Четвертьфинал      | Полуфинал          | Финал              | Место |
| Соревнование | Спортсмены    | Соперник Результат | Соперник Результат | Соперник Результат | Соперник Результат | Соперник Результат | Место |
| ------------ | ------------- | ------------------ | ------------------ | ------------------ | ------------------ | ------------------ | ----- |
| до 53 кг     | Изабель Самбу |                    |                    |                    |                    |                    |       |

### Водные виды спорта

#### Плавание
В следующий раунд на каждой дистанции проходят спортсмены, показавшие лучший результат, независимо от места, занятого в своём заплыве.
Мужчины
| Дистанция                | Спортсмены  | Предварительный раунд | Предварительный раунд | Предварительный раунд | Полуфинал | Полуфинал | Полуфинал | Финал     | Финал |
| Дистанция                | Спортсмены  | Заплыв                | Результат             | Место                 | Заплыв    | Результат | Место     | Результат | Место |
| ------------------------ | ----------- | --------------------- | --------------------- | --------------------- | --------- | --------- | --------- | --------- | ----- |
| 50 метров вольным стилем | Абдул Ньяне |                       |                       |                       |           |           |           |           |       |

Женщины
| Дистанция                | Спортсмены     | Предварительный раунд | Предварительный раунд | Предварительный раунд | Полуфинал | Полуфинал | Полуфинал | Финал     | Финал |
| Дистанция                | Спортсмены     | Заплыв                | Результат             | Место                 | Заплыв    | Результат | Место     | Результат | Место |
| ------------------------ | -------------- | --------------------- | --------------------- | --------------------- | --------- | --------- | --------- | --------- | ----- |
| 50 метров вольным стилем | Ава Ли Н’Диайе |                       |                       |                       |           |           |           |           |       |

### Гребля на байдарках и каноэ

#### Гребной слалом
Квалификационный раунд проходит в две попытки. Результат в каждой попытке складывается из времени, затраченного на прохождение трассы и суммы штрафных очков, которые спортсмен получает за неправильное прохождение ворот. Одно штрафное очко равняется одной секунде. Из 2 попыток выбирается лучший результат, по результатам которых, выявляются спортсмены с наименьшим количеством очков, которые проходят в следующий раунд. В полуфинале гребцы выполняют по одной попытке. В финал проходят 8 спортсменов с наименьшим результатом.
Мужчины
| Соревнование   | Спортсмены      | Предварительный этап | Предварительный этап | Предварительный этап | Предварительный этап | Предварительный этап | Предварительный этап | Предварительный этап | Полуфинал            | Полуфинал            | Полуфинал            | Полуфинал            | Финал                | Финал                | Финал                | Финал                |
| Соревнование   | Спортсмены      | 1 попытка            | 1 попытка            | 1 попытка            | 2 попытка            | 2 попытка            | 2 попытка            | Место                | Полуфинал            | Полуфинал            | Полуфинал            | Полуфинал            | Финал                | Финал                | Финал                | Финал                |
| Соревнование   | Спортсмены      | Время                | Штраф                | Итог                 | Время                | Штраф                | Итог                 | Место                | Время                | Штраф                | Итог                 | Место                | Время                | Штраф                | Итог                 | Место                |
| -------------- | --------------- | -------------------- | -------------------- | -------------------- | -------------------- | -------------------- | -------------------- | -------------------- | -------------------- | -------------------- | -------------------- | -------------------- | -------------------- | -------------------- | -------------------- | -------------------- |
| каноэ-одиночки | Жан-Пьерр Бурис | 108,94               | 2                    | 110,94               | 107,27               | 2                    | 109,27               | 18                   | завершил выступление | завершил выступление | завершил выступление | завершил выступление | завершил выступление | завершил выступление | завершил выступление | завершил выступление |

### Дзюдо
Соревнования по дзюдо проводились по системе с выбыванием. В утешительные раунды попадали спортсмены, проигравшие полуфиналистам турнира. Два спортсмена, одержавших победу в утешительном раунде, в поединке за бронзу сражались с дзюдоистами, проигравшими в полуфинале.
Женщины
| Категория | Спортсмены    | 1/16 финала              | 1/8 финала            | Четвертьфинал         | Полуфинал             | Финал                 | Место |
| Категория | Спортсмены    | Соперник Результат       | Соперник Результат    | Соперник Результат    | Соперник Результат    | Соперник Результат    | Место |
| --------- | ------------- | ------------------------ | --------------------- | --------------------- | --------------------- | --------------------- | ----- |
| до 57 кг  | Ортанс Дьедью | NEDС. Верхаген П 000:100 | завершила выступление | завершила выступление | завершила выступление | завершила выступление | 17    |

### Лёгкая атлетика
Мужчины
Беговые дисциплины
| Дисциплина                    | Спортсмен    | Предварительный раунд | Предварительный раунд | Предварительный раунд | Четвертьфиналы | Четвертьфиналы | Четвертьфиналы | Полуфиналы | Полуфиналы | Полуфиналы | Финал | Финал |
| Дисциплина                    | Спортсмен    | Забег                 | Время                 | Место                 | Забег          | Время          | Место          | Забег      | Время      | Место      | Время | Место |
| ----------------------------- | ------------ | --------------------- | --------------------- | --------------------- | -------------- | -------------- | -------------- | ---------- | ---------- | ---------- | ----- | ----- |
| бег на 400 метров с барьерами | Амаду Н’Диай |                       |                       |                       | не проводится  | не проводится  | не проводится  |            |            |            |       |       |

Женщины
Технические дисциплины
| Дисциплина     | Спортсмен | Квалификация | Квалификация | Финал     | Финал |
| Дисциплина     | Спортсмен | Результат    | Место        | Результат | Место |
| -------------- | --------- | ------------ | ------------ | --------- | ----- |
| метание молота | Ами Сене  |              |              |           |       |

### Тхэквондо
Соревнования по тхэквондо проходят по системе с выбыванием. Для победы в турнире спортсмену необходимо одержать 4 победы. Тхэквондисты, проигравшие по ходу соревнований будущим финалистам, принимают участие в утешительном турнире за две бронзовые медали.
Мужчины
| Категория | Спортсмены | Первый раунд       | Четвертьфинал      | Полуфинал          | Финал              | Место |
| Категория | Спортсмены | Соперник Результат | Соперник Результат | Соперник Результат | Соперник Результат | Место |
| --------- | ---------- | ------------------ | ------------------ | ------------------ | ------------------ | ----- |
| до 68 кг  |            |                    |                    |                    |                    |       |

### Фехтование
В индивидуальных соревнованиях спортсмены сражаются три раунда по три минуты, либо до того момента, как один из спортсменов нанесёт 15 уколов. В командных соревнованиях поединок идёт 9 раундов по 3 минуты каждый, либо до 45 уколов. Если по окончании времени в поединке зафиксирован ничейный результат, то назначается дополнительная минута до «золотого» укола.
Мужчины
| Соревнование         | Спортсмены          | 1/32 финала        | 1/16 финала             | 1/8 финала           | Четвертьфинал        | Полуфинал            | Финал                | Место |
| Соревнование         | Спортсмены          | Соперник Результат | Соперник Результат      | Соперник Результат   | Соперник Результат   | Соперник Результат   | Соперник Результат   | Место |
| -------------------- | ------------------- | ------------------ | ----------------------- | -------------------- | -------------------- | -------------------- | -------------------- | ----- |
| индивидуальная шпага | Александр Бузе (20) | не участвовал      | HUNГ. Боцко (13) П 9:15 | завершил выступление | завершил выступление | завершил выступление | завершил выступление | 23    |